# Ermioni
Ermioni o Hermíone (en griego antiguo: Ἑρμιόνη, Hermione; en griego moderno: Ερμιόνη, Ermioni; en latín: Hermione) es una ciudad en el extremo sudoriental de la costa de Argólida. Fue ciudad independiente y su territorio fue conocido como Hermionis. El golfo entre la costa de la Argólida y la isla de Hidra fue llamado Golfo Hermiónico (Hermionikos kolpos, latín Hermionicus Sinos), y se encuentra entre los golfos Sarónico y Argólico. Tradicionalmente el territorio de la ciudad se extendía, al norte, hasta la isla Egina y el territorio de Epidauro.
La localidad actual está situada a unos 15 km al suroeste de Trecén, al sureste de Argos y de Nauplia, en torno a 10 km al este de Kranidi y 17 km al noreste de Porto Jeli. Está comunicada por carretera con Kranidi y Galatas. La isla de Dokós se encuentra directamente en el sureste. Está emplazada en una zona abrupta y debe su importancia a sus dos puertos situados frente a la isla de Hidra. Actualmente ha recuperado su nombre antiguo. En 2011 tenía 2505 habitantes.

## Historia
Hermíone fue fundada por los dríopes expulsados del monte Eta y territorios adyacentes por Heracles y establecidos en el Peloponeso, donde también fundaron Ásine y Eyonas, que fueron conquistadas por los dorios, pero Hermíone conservó su población de dríopes. Según Pausanias, Hermíone no fue conquistada, sino colonizada por los dorios de Argos. Durante un tiempo dominó diversas islas. Hermíone presidía una anfictionía que tenía sus reuniones en la isla Calauria. Hermíone perdió la isla de Hidra ante los piratas de Samos que la dieron a Trecén.
Los hermioneos vivían de los recursos del mar: del murex o molusco de la púrpura, y de la pesca, la cual sigue siendo una fuente importante de riqueza. La púrpura de Hermíone, según Plutarco, era objeto de un notable comercio.
El geógrafo griego afirma que «en la tierra de los hermioneos se encuentra el camino más corto para bajar al Hades; y ésta es la razón por la que ellos no colocan en la boca de sus muertos el importe del pasaje».
En tiempos de la guerras médicas la ciudad aún estaba poblada por los dríopes y envió tres barcos a la batalla de Salamina y 300 hombres a la Batalla de Platea. En el siglo V a. C., Argos se apoderó de Hermíone y estableció allí una colonia. No se sabe cómo se apoderaron de ella los argivos, pero debió ser al mismo tiempo que conquistaron Micenas y Tirinto (464 a. C.); los hermioneos expulsados se refugiaron en Halias, donde también se habían instalado los de Tirinto. Hermíone se convirtió en una ciudad dórica, pero algunas costumbres de los dríopes se mantuvieron y continuó el culto a Deméter Ctonia, la principal deidad de los dríopes, a la que hacían ofrendas los habitantes de Ásine (establecidos en Mesenia) según se sabe por una inscripción.
Hermíone se separó de Argos y es mencionada como ciudad independiente, a veces aliada de Esparta. Finalmente Arato, estratego de la Liga Aquea, conquistó el Acrocorinto, y entonces el tirano de Hermíone se rindió y la ciudad entró en la Liga. La ciudad continuó existiendo, según demuestran monedas e inscripciones.
Pausanias la visitó y la describió como una ciudad grande; la ciudad vieja, en un promontorio, estaba deshabitada, pero el resto era bastante grande; tenía un buen puerto y algunos templos, destacando el dedicado a Poseidón en el extremo de una lengua de tierra, donde estuvo el primigenio asentamiento de Hermíone. Y yendo desde el mar hacia la parte alta había un templo de Atenea. También menciona Pausanias un templo de Helios, otro de las Cárites y otro de Sérapis y de Isis.
Otros edificios religiosos de Hermíone eran un santuario de Artemisa de sobrenombre Ifigenia y otro de Hestia.
El santuario dríope de Deméter Ctonia supuestamente fundado por Ctonia, la mujer de Foroneo, y por Clímeno, hermano de Ctonia estaba sobre el monte Pron. El santuario era inviolable, pero había sido saqueado por piratas cilicios. Al otro lado había un templo menor dedicado a Clímeno y a la derecha la estoa de Eco, que repetía la voz tres veces. La ciudad estaba rodeada de murallas. En los alrededores había otro santuario de Clímeno, uno de Plito, y uno en el lago Aquerusio.
Hacia el mar, en la frontera con Trecén se erigía el templo de Deméter Termasia, no demasiado al oeste del cabo Escileo (actual Skyli) y cerca de un lugar llamado Ileos, había otros santuarios consagrados a esta diosa y a Core. Desde el cabo Escileo, que distaba unos 80 estadios de Hermíone, navegando hacia ella está el Bucéfalo, otro promontorio, y después tres islas: Haliusa, Pitiusa y Aristera.
Hacia el oeste de Hermíone estaba el territorio de Ásine. En la vía entre Mases y Ásine, Pausanias menciona el cabo Estrutunte y a no demasiada distancia los lugares de Filanorio y Boleos, y un poco más allá Dídimos.
Pausanias sitúa dos ciudades, Halice (despoblada en su época) y Mases (esta última era el puerto de Hermíone), en el camino entre Hermíone y Ásine. 
La localidad que actualmente ostenta el nombre de Hermíone anteriormente se había llamado Kastri. En una colina llamada Magula se han hallado restos de un edificio absidal y cerámica micénica que atestigua que en esta época fue un asentamiento de mediana importancia. Con posterioridad, los restos hallados indican que el lugar tuvo un periodo de habitación permanente entre los periodos protogeométrico y romano tardío.